# Ormož
Ormož (allemand Friedau) est une petite commune du nord-est de la Slovénie située à la frontière de la Croatie.

## Géographie
La commune est située sur une colline dominant la Drave et s'est développée autour d'un château-fort du XIIIe siècle.

### Villages
Les villages qui composent la commune sont Bresnica, Cerovec Stanka Vraza, Cvetkovci, Dobrava, Dobrovščak, Drakšl, Frankovci, Gomila pri Kogu, Hajndl, Hardek, Hermanci, Hujbar, Hum pri Ormožu, Ivanjkovci, Jastrebci, Kajžar, Kog, Krčevina, Lačaves, Lahonci, Lešnica, Lešniški Vrh, Libanja, Litmerk, Loperšice, Lunovec, Mala vas pri Ormožu, Mali Brebrovnik, Mihalovci, Mihovci pri Veliki Nedelji, Miklavž pri Ormožu, Ormož, Osluševci, Pavlovci, Pavlovski Vrh, Podgorci, Preclava, Pušenci, Ritmerk, Runeč, Senešci, Sodinci, Spodnji Ključarovci, Stanovno, Strezetina, Strjanci, Strmec pri Ormožu, Šardinje, Trgovišče, Veličane, Velika Nedelja, Veliki Brebrovnik, Vičanci, Vinski Vrh, Vitan, Vodranci, Vuzmetinci, Zasavci, Žerovinci et Žvab.

## Histoire
Le site fut habité dès la préhistoire mais la première mention de la ville (sous le nom de Fridaw) date du XIIIe siècle. À la fin du siècle suivant, Ormož était ceinte de murailles et avait acquis le titre de ville. Du fait de sa position stratégique sur la Drave, la ville fut plusieurs fois attaquée par les Hongrois et les Ottomans. Elle fut incendiée en 1704 par les Kruci, des brigands qui infestaient la région.

## Démographie
Entre 1999 et 2006, la population de la commune d'Ormož était légèrement inférieure à 18 000 habitants. À la suite d'une réorganisation du territoire de la commune (création de la commune Središče ob Dravi), la population a chuté à environ 13 000 habitants en 2007. Sur la période 2007 - 2021, la population a régulièrement diminué pour passer sous la barre des 12 000 habitants.
Évolution démographique
| 1999   | 2000   | 2001   | 2002   | 2003   | 2004   | 2005   | 2006   | 2007   |
| ------ | ------ | ------ | ------ | ------ | ------ | ------ | ------ | ------ |
| 17 768 | 17 727 | 17 791 | 17 773 | 17 710 | 17 713 | 17 692 | 17 663 | 13 111 |
| 2008   | 2009   | 2010   | 2011   | 2012   | 2013   | 2014   | 2015   | 2016   |
| 12 798 | 12 591 | 12 653 | 12 639 | 12 575 | 12 526 | 12 419 | 12 408 | 12 316 |
| 2017   | 2018   | 2019   | 2020   | 2021   |        |        |        |        |
| 12 213 | 12 112 | 11 942 | 11 906 | 11 886 |        |        |        |        |

## Sport
Handball
- RK Jeruzalem Ormož